# Manuel Dos Santos
Manuel Dos Santos Pires (Golega, 11 de febrero de 1925 - 18 de febrero de 1973) fue un matador de toros portugués.

## Trayectoria
De gran valía y depurado arte. Muy técnico y completo, siendo uno de los mejores toreros portugueses de la historia. 
Toma la alternativa en México de manos de Fermín Espinosa Saucedo "Armillita" y Carlos Arruza, el 14 de diciembre de 1947.
El toro se llamaba: "Vanidoso" de la ganadería de Pastejé, corrida en la que recibe una grave cornada, que le seccionó la femoral.
A su regreso a España volvió a torear de novillero, tomando nuevamente la alternativa en Sevilla el 15 de agosto de 1948, de manos de Manuel Jiménez "Chicuelo" y Manuel Jiménez "Andaluz". El toro se llamaba: "Verdón" del Marqués de Villamarta.
La confirmación fue en Las Ventas el 9 de junio de 1949, de manos de Pepín Martín Vázquez y de testigo Agustín Parra "Parrita". El toro se llamaba: "Rosuelo" de la ganadería de Sánchez Cobaleda.
Toreó por última vez el 18 de octubre de 1953, en Portugal.